# János Harmatta

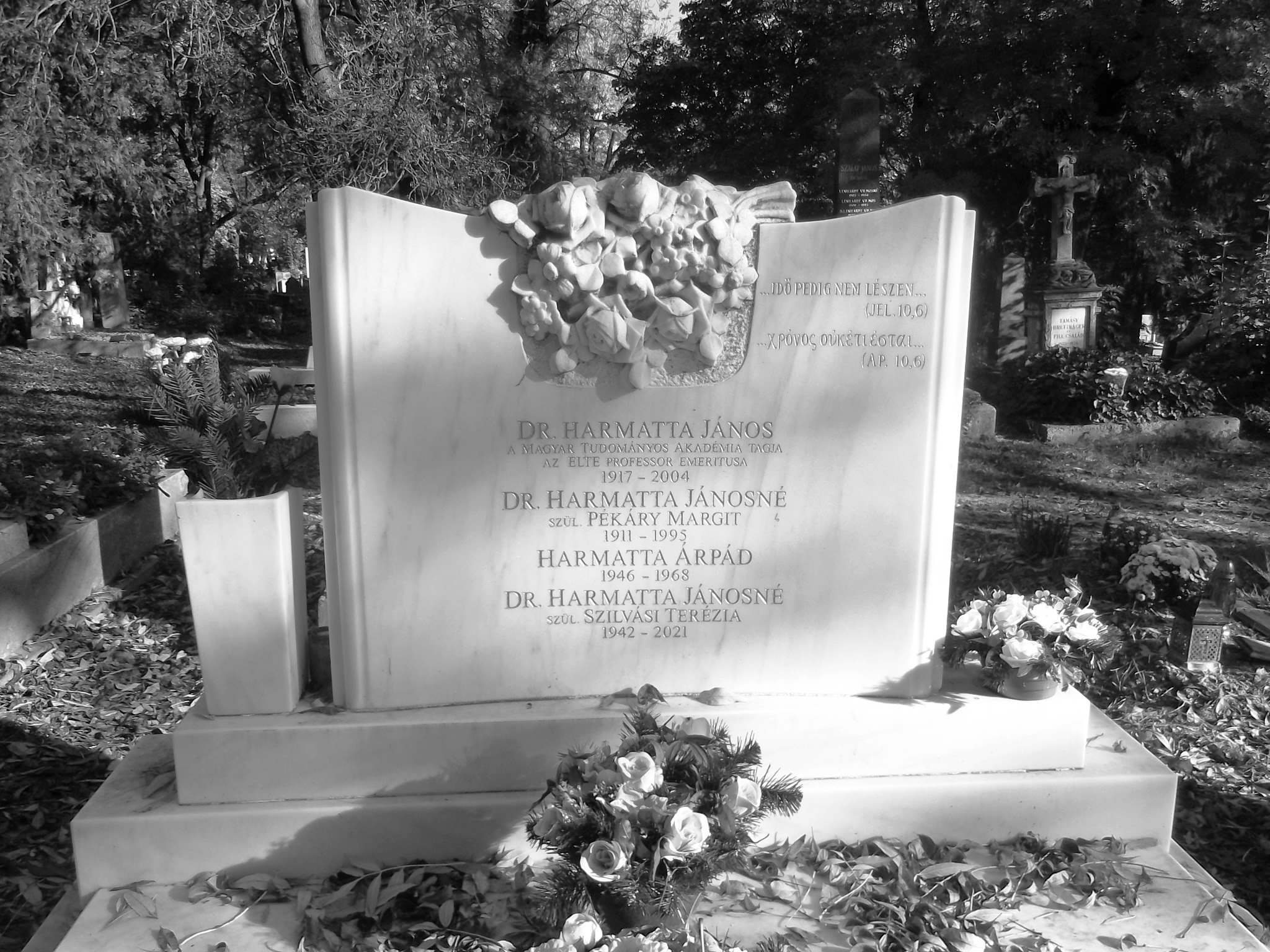
Tumba del académico János Harmatta en el cementerio de Farkasrét, Budapest, Hungría.

János Harmatta (Hódmezővásárhely, 2 de octubre de 1917-Budapest, 24 de julio de 2004) fue un lingüista húngaro. 
Descifró el ostracon parto y el papiro de Dura Europos y fue el primero en descifrar una importante inscripción de Bactria.
Fue profesor de la Academia Húngara de Ciencias.

## Obras
- Harmatta János (1917-): Forrástanulmányok Herodotos Skythika-jához = Quellenstudien zu den Skythika des Herodot / irta Harmatta János ()